# CTC Love
«СТС Love» — российский развлекательный телеканал, начавший вещание 14 февраля 2014 года.

## История
СТС Love ориентирован преимущественно на молодёжную аудиторию, он был создан с целью привлечь тех зрителей, которые были потеряны телеканалом СТС в ходе структурных изменений на канале (прежде всего, из-за изменения целевой аудитории СТС):
В задачи холдинга [СТС Медиа] входит максимальный охват всех целевых аудиторий. И если невозможно одним каналом окучить две аудитории, не надо бояться. СТС и СТС Love вместе соберут больше аудиториигенеральный продюсер СТС Медиа Вячеслав Муругов
Первоначально канал вещал только в кабельных и спутниковых сетях, а также через IPTV и OTT. Однако в сентябре 2014 года СТС Love получил в нескольких регионах лицензии и на наземное эфирное вещание, что позволило каналу обойти запрет рекламы на платных каналах.
Сетка вещания канала в основном составляется из архивной библиотеки СТС («Папины дочки», «Моя прекрасная няня», «Кадетство», «Ранетки», «Закрытая школа», «Не родись красивой», «Молодёжка», «Кухня», «Воронины», «Восьмидесятые», «Отель Элеон»). Первые три года вещания канал также транслировал повторы передач телеканалов «Домашний» и «Муз-ТВ». С осени 2015 по начало 2019 года на телеканале выходили развлекательные программы собственного производства. Среди них — тележурнал «#ЛавСтайл», реалити-шоу «Один день с MBAND» и «Невеста для MBAND», «Страшная любовь», «Модная полиция», «Сердца за любовь», развлекательно-познавательная программа «МегаГалилео». Также транслировались мультфильмы и зарубежные телесериалы.
В начале телесезона 2017/2018 годов телеканал провёл ребрендинг: помимо обновления межпрограммного оформления, увеличилось количество передач собственного производства (наиболее известная — телеигра «Саранхэ»), зарубежных сериалов и мультсериалов. Так, на канале состоялись всероссийские премьеры чешского мультсериала «Боб и Бобек», телесериалов «Хайди» и «Бесподобная», а также показ аниме «Сейлор Мун» в собственной озвучке (был показан только 1 сезон).
1 февраля 2020 года телеканал перешёл на формат вещания 16:9.
Телеканал не является самостоятельным юридическим лицом, все программы собственного производства создавались непосредственно по заказу АО «СТС».
14 февраля 2023 года телеканал провёл редизайн, в результате которого были изменены логотип и проморолики канала.

## Награды
- 23 октября 2014 года телеканал стал обладателем премии «Золотой луч» в специальной номинации «Самый яркий старт»[17].
- В марте 2018 года телеканал получил золото на конкурсе в области телепромоушена, дизайна и маркетинга — Promax BDA Europe Awards[18].

## Руководство
Генеральные директора
- Роман Саркисов (2014)[19]
- Лика Бланк (2014—2016)[20]
- Марина Хрипунова (2016—2017)[21] — исполняющая обязанности

Директора
- Кира Ласкари (2017—2019)[22][23]
- Ольга Задорожная (март 2019—январь 2020)[24][25] — исполняющая обязанности
- Ксения Кононова (c января 2020)[26]

## Эфирное вещание
- Анжеро-Судженск — 37 ТВК
- Ачинск — 27 ТВК
- Тобольск — 35 ТВК
- Уссурийск — 10 ТВК[2]